# Langit
Langit – rzadki minerał z klasy siarczanów.

## Właściwości
Krystalizuje w układzie jednoskośnym. Wykształca kryształy o pokroju pryzmatycznym, włóknistym, ziemistym lub łuskowatym. Jest minerałem przeświecającym do przezroczystego o niebieskiej do niebieskozielonej barwie. Posiada nierówny przełam oraz szklisty bądź jedwabisty połysk.

## Występowanie
Występuje w strefie utleniania złóż miedzi. Spotykany także w żużlach przemysłowych. Towarzyszą mu najczęściej brochantyt, malachit, linaryt, anglezyt, cerusyt, kwarc, devilin oraz kupryt. 

## Miejsce występowania
Typową lokalizacją występowania jest Kornwalia w Anglii. Występuje także na Słowacji, w Irlandii, we Francji, Włoszech, Austrii, Czechach, Niemczech, Szwajcarii, USA (Nevada) oraz w Polsce na Dolnym Śląsku.

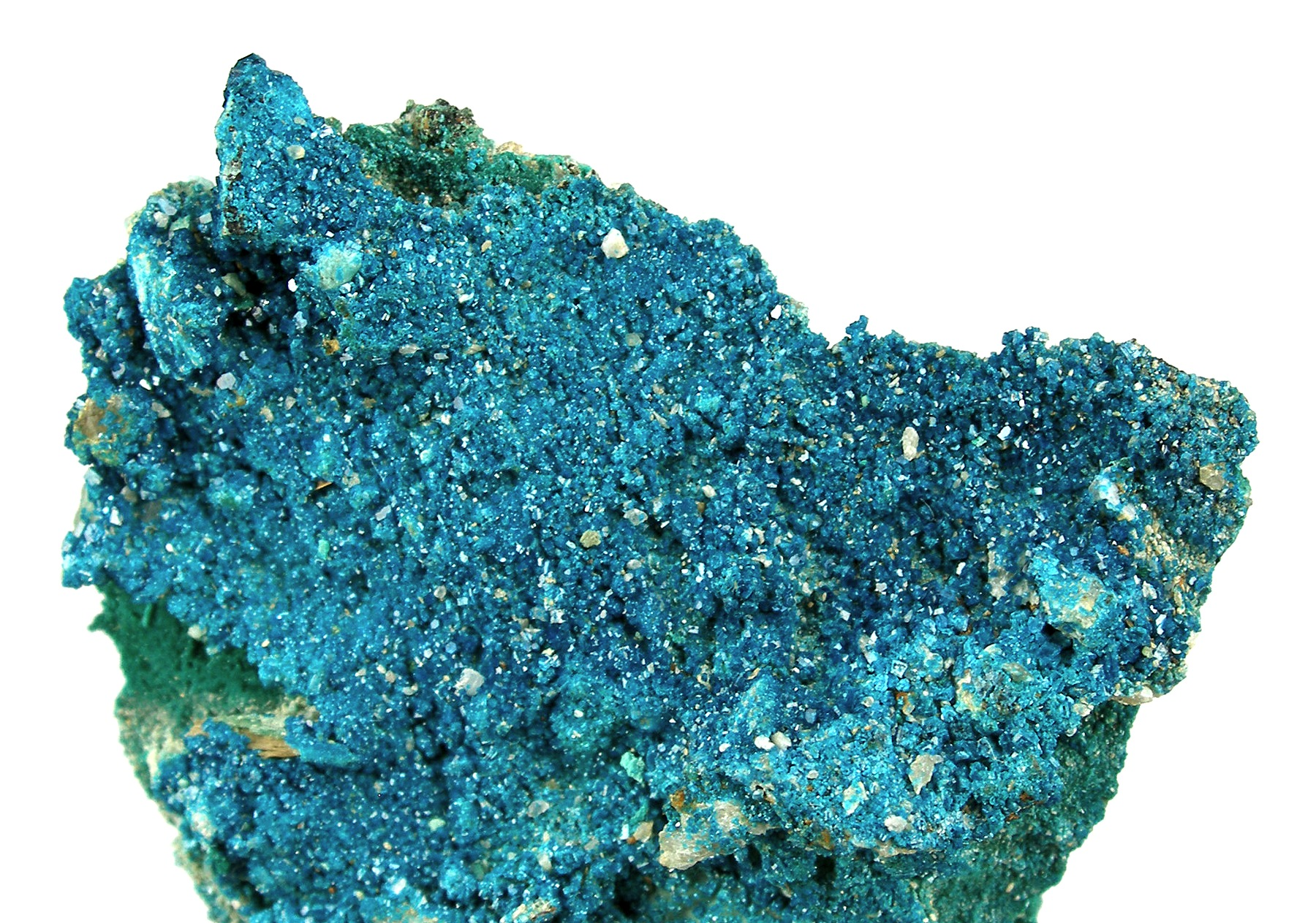